# Anna Jurčenková
Anna Jurčenková (Prešov, 26 luglio 1985) è una cestista slovacca.

## Carriera
Con la Slovacchia ha disputato cinque edizioni dei Campionati europei (2009, 2011, 2013, 2015, 2017).